# Чиатура
Чиатура (грузински: ჭიათურა) е град в Имеретия, Грузия. Разположен е в долината на река Квирила, приток на Риони. Разстоянието до Тбилиси е около 220 km с влак. Населението му към 2014 г. наброява 12 803 души.

## История
През 1879 г. след изследвания в региона, грузинският поет Акаки Церетели се натъква на находища на манган и желязо. След допълнителни изследвания се открива, че земята тук съдържа няколко слоя манганови руди. Построена е Чиатурската мина за добив на манган. Впоследствие е построена и жп линия, която да свързва мината с металургичния комбинат в Зестапони. През 1905 г. производството на манган от Чиатура се равнява на 60% от световното. През същата година, по време на Революцията в Русия, Чиатура е единственият център на болшевизма в меншевишка Грузия. В мините са работели 3700 миньори по 18 часа на ден – лесна плячка за Сталин, който лесно успява да ги убеди в идеите на болшевизма. През 1921 г. Чиатура получава статут на град.

## Икономика
Основният отрасъл в града е добивът на манганови руди. Добиват се още кварц и мрамор. Има заводи за кирпич, чай и текстилни стоки.

## Лифтове
Поради стръмния релеф, работниците е трябвало да прекарват дълго време в изкачване докато стигнат от града до мините. С цел да се увеличи продуктивността, през 1954 г. е построена система от лифтове, която да свърза различни точки на долината с мините. Днес инфраструктурата на лифтовете от 1950-те е запазена, като работят 17 отделни лифта.

## Побратимени градове
- Никопол, Украйна
- Сигулда, Латвия
- Кейла, Естония

## Галерия
- Общината в Чиатура.
- Станция на лифт.
- Лифт в действие.
- Река Квирила при Чиатура.
- Жп линията в Чиатура.